# Николаевка (Широковский район)
Никола́евка (укр. Миколаївка) — посёлок, Николаевский поселковый совет, Криворожский район, Украина. Ранее входила в ныне ликвидированный Широковский район.
Формально является административным центром Николаевского поселкового совета, но вся администрация совета переведена в село Карповка.

## Географическое положение
Посёлок городского типа Николаевка находится на правом берегу реки Ингулец, на противоположном берегу расположено село Радевичево.

## История
- Возникло во второй половине XIX века как село Большое Серомашиное.
- В 18xx году (не позднее 1891 года) году переименовано в село Николаевка 1-я.
- В 1901 году переименовано в село Козельское.

Село относилось к Николаевской первой волости Херсонского уезда Херсонской губернии.
В селе находилась церковь Архангела Михаила.
Здесь находилась ж. д. станция Николо-Козельск, Ингулецкой ветви Екатерининской ж. д. (Историю о поселке можно прочесть в первом томе книги «По Екатерининской ж. д.», 1903 год).
- В 1957 году село получило статус пгт.
- В 2019 пгт возвращен статус села.

В 2011—2012 гг. Николаевка была полностью снесена в связи с расширением отвала Ингулецкого ГОКа. По состоянию на 2012 год осталось только кладбище, которое также будет засыпано.
Метрические книги хранятся в Государственном архиве Николаевской области Украины и возможно частично в Государственном архиве Днепропетровской области Украины.

## Население
Распределение населения по родному языку, по переписи 2001 года:
| Язык        | % от населения |
| ----------- | -------------- |
| Украинский  | 92,49          |
| Русский     | 6,52           |
| Белорусский | 0,99           |

| 1959  | 1970  | 1979  | 1989  | 1992  | 1998  | 2001 | 2003 | 2004 | 2005  | 2006 | 2007 | 2008 | 2009 | 2010 | 2011 | 2012 | 2013 | 2014 | 2015 |
| ----- | ----- | ----- | ----- | ----- | ----- | ---- | ---- | ---- | ----- | ---- | ---- | ---- | ---- | ---- | ---- | ---- | ---- | ---- | ---- |
| 5 023 | 3 057 | 2 485 | 1 441 | 1 200 | 1 100 | 905  | 875  | 911  | 1 001 | 891  | 703  | 668  | 581  | 528  | 482  | 27   | 3    | —    | 2    |

## Экология
К селу примыкают:
- Ингулецкий карьер. ОАО «Ингулецкий горно-обогатительный комбинат». Добыча железной руды открытым способом.
- Отвал пустой породы ОАО «ИнГОК».
- Шламоотстойник Ингулецкого ГОКа.
- Месторождение урана «Михийловское», перспективное для разработки.